# Anti-Oedipus
Anti-Oedipus, oorspronkelijke Franse titel: L'Anti-Œdipe (1972), is een boek van de Franse filosoof Gilles Deleuze en psychoanalist Félix Guattari. Het is het eerste deel van Capitalisme et schizophrénie (Kapitalisme en schizofrenie). Het is een eclectisch geheel van psychologie, economie, sociologie en geschiedenis, dat aantoont hoe "primitieve", "despotische" en "kapitalistische regimes" verschillen in hun organisatie van productie, inscriptie en consumptie. Het beschrijft hoe het kapitalisme uiteindelijk alle verlangens kanaliseert door middel van een axiomatische economie op basis van geld, een vorm van organisatie die abstract is, eerder dan lokaal of materieel.

## Belangrijke concepten

### Verlangen-Machine en sociale productie
Michel Foucault schrijft in de inleiding: "...Anti-Oedipus is een inleiding tot het nonfascistische leven". Waar de kapitalistische samenleving ons leert dat verlangen gelijk is aan een tekort en consumeren de enige manier om aan onze verlangens te voldoen, stelt L'Anti-Œdipe dat verlangen niet voortkomt uit een tekort, maar dat het juist een productieve kracht is. De tegenkanting tegen het gegeven van het tekort is een van de voornaamste kritieken van Deleuze en Guattari op Freud en op het marxisme. Verlangen is een productieve, reële kracht – waar psychoanalyse het tot imaginaire fantasieën maakt.
Persoonlijke psychologische repressie wordt gelinkt aan sociale repressie. Deleuze en Guattari spreken over de Verlangen-Machine die functioneert in een groter circuit van verschillende andere machines waarop zij is aangesloten. Tegelijkertijd produceert de Verlangen-Machine zelf een stroom van verlangens. Deleuze en Guattari zien een multi-functioneel universum opgebouwd uit zulke machines, allemaal gelinkt aan elkaar. Zo gaan zij in tegen Freuds concept van sublimatie, dat leidt tot een noodzakelijk dualisme tussen de verlangende machines en de sociale productie.
Het "anti"-gedeelte van hun kritiek op het freudiaanse oedipale complex begint bij het originele model van de maatschappij gebaseerd op de familiedriehoek. Het oedipale model van de familie is voor hen een soort organisatie die haar leden koloniseert, hun verlangens onderdrukt en hun complexen meegeeft.

### Lichaam zonder organen
In Anti-Oedipus ontwikkelen Deleuze en Guattari hun concept van het Lichaam zonder organen, een term voor het veranderende sociale lichaam van verlangen. Vermits verlangen zeer veel verschillende vormen kan aannemen, moet het steeds nieuwe kanalen en andere combinaties zoeken om zichzelf te realiseren, zo een Lichaam zonder organen vormend. Verlangen is niet beperkt tot de affecten van het subject.

### Territorialisatie en deterritorialisatie
Deterritorialisatie krijgt verschillende betekenissen binnen het oeuvre van Deleuze en Guattari. In het algemeen kan het worden beschreven als een beweging weg van de rigide hiërarchische context die alles (concepten, objecten etc.) wil verpakken in discrete gecategoriseerde eenheden met een enkele betekenis of identiteit, naar een rhizomatische zone van multipliciteit en fluctuerende identiteit, waar betekenissen vrij bewegen, wat resulteert in een dynamische, constant veranderende set van aan elkaar gelinkte entiteiten met vage individuele begrenzingen.
Belangrijk is dat het concept een continuüm impliceert. Elke assemblage wordt gekenmerkt door simultane bewegingen van territorialisatie (behoud) en van deterritorialisatie.